# Germaine Kouméalo Anaté
Germaine Kouméalo Anaté (Kazaboua, 15 de junio de 1968) es una escritora y universitaria de Togo. El 17 de septiembre de 2013 fue nombrada Ministra de Comunicación, Cultura, Arte y Formación Cívica con el gobierno de Kwesi Ahoomey-Zunu.

## Biografía
Estudió en la Universidad de Burdeos-III y es investigadora en las universidades de Lomé y Kara.

## Publicaciones
- Frontières du jour, 2004
- Le regard de la source, 2005
- L’écrit du silence, 2006
- Souffle court, 2012